# Paul Westhead
Paul William Westhead (Filadelfia, 21 febbraio 1939) è un allenatore di pallacanestro statunitense.

## Statistiche

### Allenatore
| Stagione | Squadra        | Regular Season | Regular Season | Regular Season | Regular Season | Regular Season         | Post Season                                              |
| Stagione | Squadra        | V              | P              | % V            | G              | Posizione finale       | Post Season                                              |
| -------- | -------------- | -------------- | -------------- | -------------- | -------------- | ---------------------- | -------------------------------------------------------- |
| 1979-80  | L.A. Lakers    | 50             | 18             | 73,5           | 68             | 1º in Pacific Division | Campione NBA                                             |
| 1980-81  | L.A. Lakers    | 54             | 28             | 65,9           | 82             | 2º in Pacific Division | Sconfitto al Primo Round di Conference dai Rockets (1-2) |
| 1981-82  | L.A. Lakers    | 7              | 4              | 63,6           | 11             | Esonerato              | -                                                        |
| 1982-83  | Chicago Bulls  | 28             | 54             | 34,1           | 82             | 4º in Central Division | Manca i play-off                                         |
| 1990-91  | Denver Nuggets | 20             | 62             | 24,4           | 82             | 7º in Midwest Division | Manca i play-off                                         |
| 1991-92  | Denver Nuggets | 24             | 58             | 29,3           | 82             | 4º in Midwest Division | Manca i play-off                                         |
|          | Carriera       | 183            | 224            | 45,0           | 407            |                        |                                                          |

## Palmarès

### Allenatore
- Campionato NBA: 1

Los Angeles Lakers: 1980
- Campione WNBA (2007)